# Shopping City Seiersberg

Logo

Die Shopping City Seiersberg ist ein Einkaufszentrum in Seiersberg-Pirka, einer Vorortgemeinde der steirischen Landeshauptstadt Graz. Mit einer vermietbaren Verkaufsfläche von 74.000 m² ist die im Jahr 2003 eröffnete Shopping City Seiersberg das größte Einkaufszentrum in der Steiermark und das drittgrößte Österreichs. 2005 besuchten acht Millionen Besucher das Zentrum. Es liegt für Kfz verkehrsgünstig direkt an der Anschlussstelle Seiersberg der Pyhrn Autobahn A 9 und 2 km südlich des Verteilerkreises Graz-Webling.
Die Anlage ist in fünf Zentren aufgeteilt, die jeweils baulich durch die bis zum Dach verglasten Eingänge unterteilt sind. Mit rund 180 Geschäften sowie einem Office Center mit Ärzten und Dienstleistern hat es ein Einzugsgebiet, das von Unterkärnten bis ins Burgenland sowie von der Obersteiermark über Slowenien bis nach Kroatien reicht.
Am 18. Februar 2008 wurde das fünfte Zentrum eröffnet, das sich direkt nördlich des ursprünglichen Gebäudekomplexes befindet. Grund für den Neubau war die hohe Nachfrage nach Verkaufsfläche, die einen Bau eines neuen Gebäudeteils rentabel machte. Bemerkenswert am Neubau ist die längste Rolltreppe in der Steiermark, die direkt und einzig in den Media Markt führt, der mit 10.000 m² Verkaufsfläche eine der weltweit größten Media-Markt-Filialen bildet.
Am 25. November 2013 wurden neun Standorte innerhalb des Shopping-Center-Areals mit einem interaktiven Wegeleitsystem ausgestattet, welches auf großformatigen Touch-Displays jeden Kunden zum gesuchten Ziel innerhalb der Shopping City führt.
Am 22. April 2022 wurde im Zuge einer „Gastro-Offensive“ ein Außenbereich mit 550 Plätzen für zwei Gastronomiebetriebe eröffnet. Dafür wurde die bestehende Fußgängerbrücke auf dem Niveau des ersten Stockes, die entlang des tiefer liegenden Parkplatzes Nord führt, baulich erweitert.

## Disput um den legalen Status
Im Juli 2016 hob der Verfassungsgerichtshof die Betriebsgenehmigung für das Einkaufszentrum mit Wirkung vom 15. Jänner 2017 auf. Die Gemeinde Seiersberg-Pirka brachte jedoch sofort einen Antrag auf Erlassung einer Einzelstandort-Verordnung für Einkaufszentren beim Land ein, weil ansonsten der Betrieb mit 15. Jänner 2017 hätte eingestellt werden müssen, wovon 2.100 Arbeitsplätze betroffen gewesen wären.
Durch eine Novelle des Straßenverwaltungsgesetzes im November 2016 wurden die sogenannten Interessentenwege, die sich zwischen den Gebäuden befinden, als normale Verkehrswege definiert. Diese Regelung wurde vom Höchstgericht im Oktober 2020 gekippt. Die Landespolitik kam jedoch dem Urteil mit einer Einzelstandortverordnung zuvor, woraufhin Kritiker der Sonderverordnung Beschwerde bei der EU-Kommission einlegten, die ein Auskunftsersuchen an die Bundesregierung schickte, das diese mit einer Stellungnahme beantwortete. Ob die EU-Kommission weitere Aktionen plante, war vorerst nicht bekannt, und wurde von den Parteien unterschiedlich gesehen.
Anfang 2022 erstatteten die steirischen Grünen aufgrund eines Verdachtes auf Amtsmissbrauch Anzeige bei der Wirtschafts- und Korruptionsstaatsanwaltschaft gegen die SPÖ-Landesräte Anton Lang und Ursula Lackner. Dabei ging es um den Beschluss der Einzelstandortverordnung, die den Fortbestand des Einkaufszentrums erlaubte.

## Nennenswerte Installationen

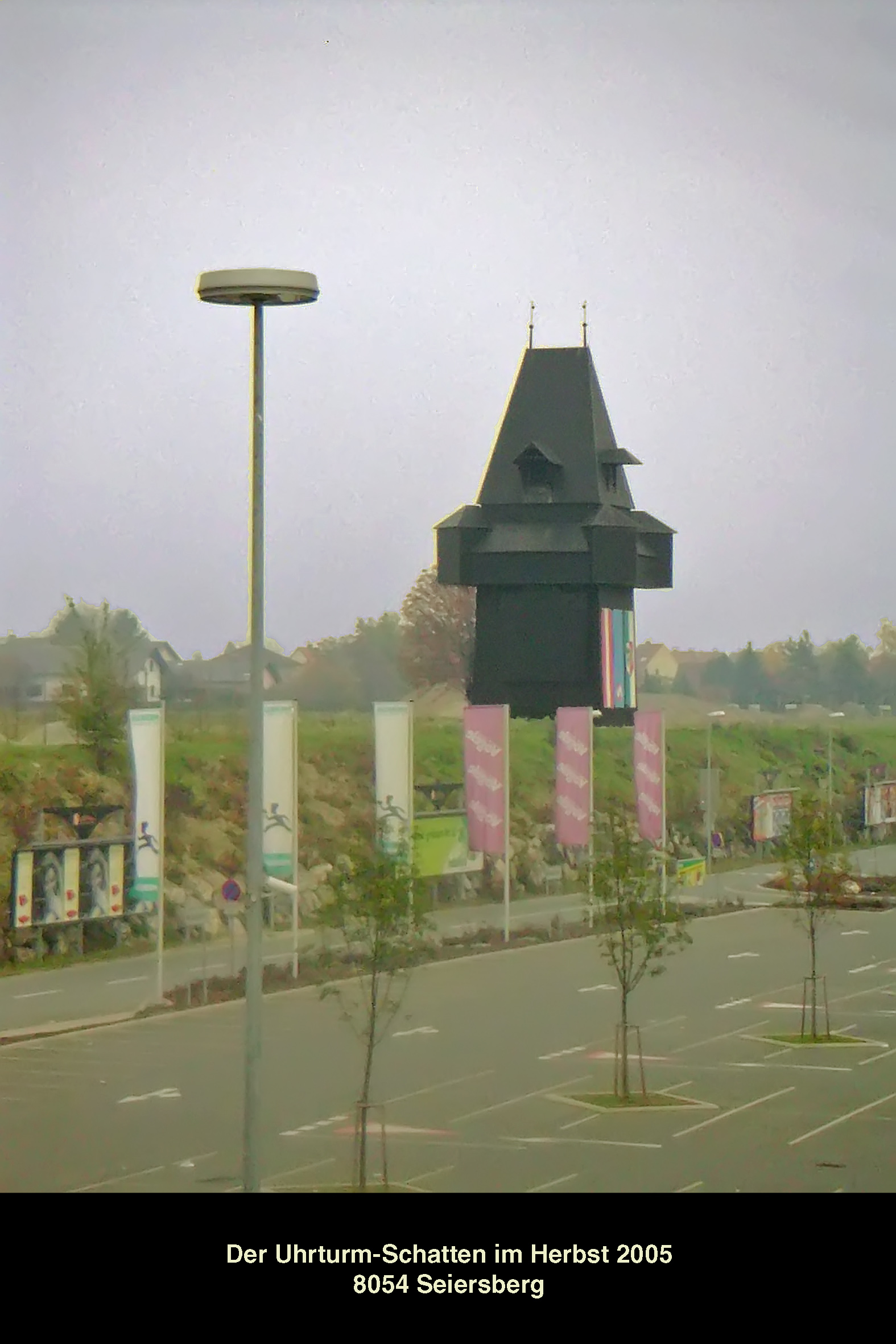
Schatten-Uhrturm am ursprünglichen Standort

### Schatten des Grazer Uhrturms
Am Gelände der Shopping City Seiersberg steht der „Schatten“ des Grazer Uhrturms. Er ist ein vom Künstler Markus Wilfling entworfener schwarzer Zwillingsturm aus Stahl, der im Jahre 2003, anlässlich der Feierlichkeiten von Graz als Kulturhauptstadt Europas, erbaut wurde. Er sollte die Schattenseiten von Graz während der Zeit des Nationalsozialismus symbolisieren. Nach den Feierlichkeiten wurde er angekauft und am Gelände als Attraktion aufgestellt. Im Oktober 2006 wurde der Uhrturmschatten von seinem Standort auf der dem Einkaufszentrum gegenüberliegenden Seite des Parkplatzes in den Mittelpunkt des Kreisverkehrs  an der Anschlussstelle der Autobahn A 9 verlegt. Dadurch ist er jetzt von der Autobahn her gut sichtbar positioniert.

### Schlossbergbahnwagen
Der rote Wagen Nr. 1 der Grazer Schlossbergbahn (Generation 2, 1961–2004) steht mit hell lackiertem Dach auf einer Straßenböschung nahe dem erwähnten Kreisverkehr und damit 50 m östlich des Uhrturmschattens, bzw. am Südwest-Eck des tiefliegenden Parkplatzes Nord . Eine Gitterrosttreppe neben dem Waggon, so steil wie das Gleis ermöglicht die Nutzung als Fotomotiv mit Personen.

## Sportliches
2004 und 2005 wurde am Dach des Media-Marktes das s Tennis Masters Challenger ausgetragen.